# 混合動力車輛

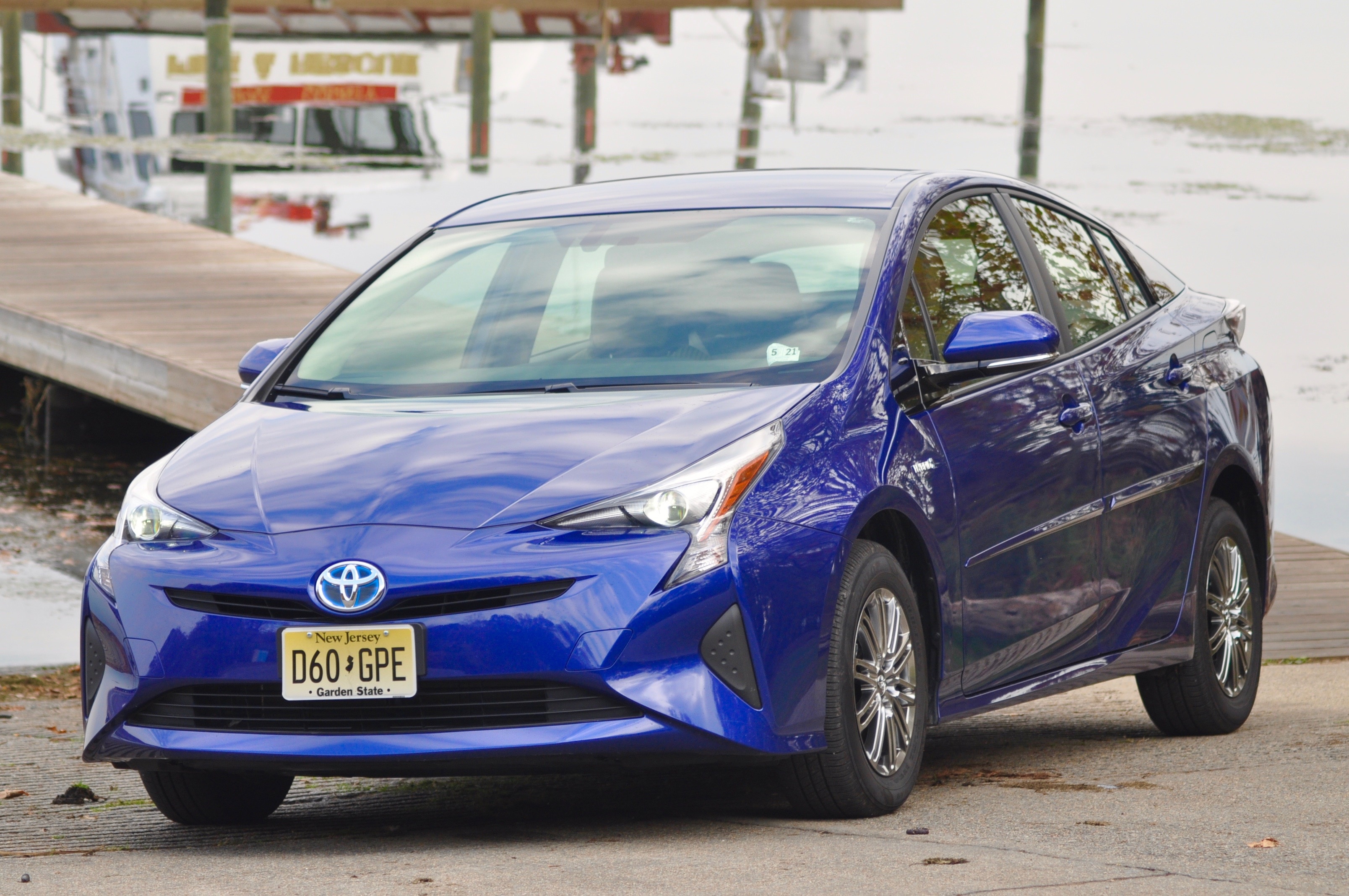
豐田Prius在2013年6月的銷售額超過3百萬部，是全球最暢銷的油電混合動力車。

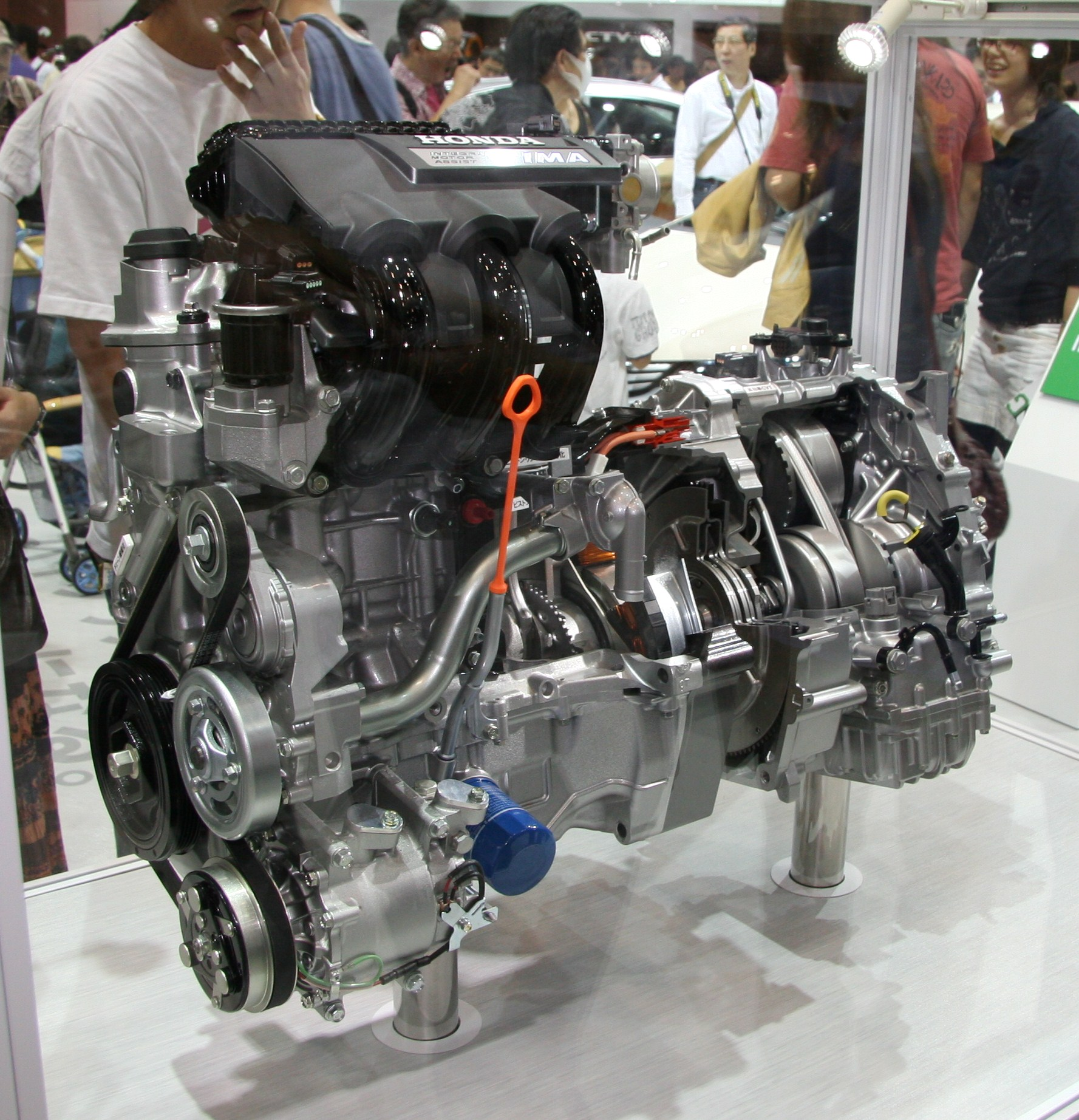
本田ZE2油電混合引擎

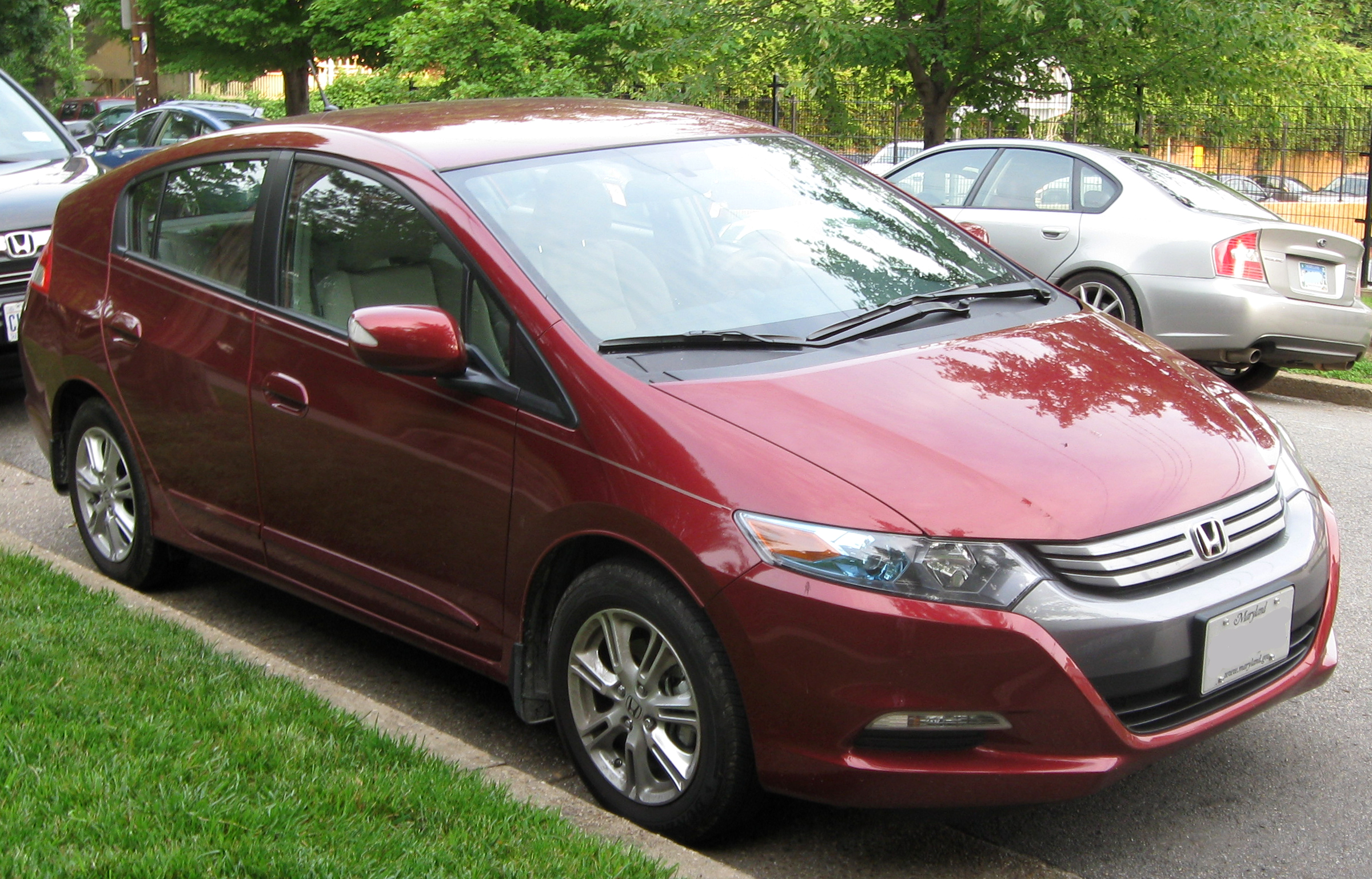
本田洞察者

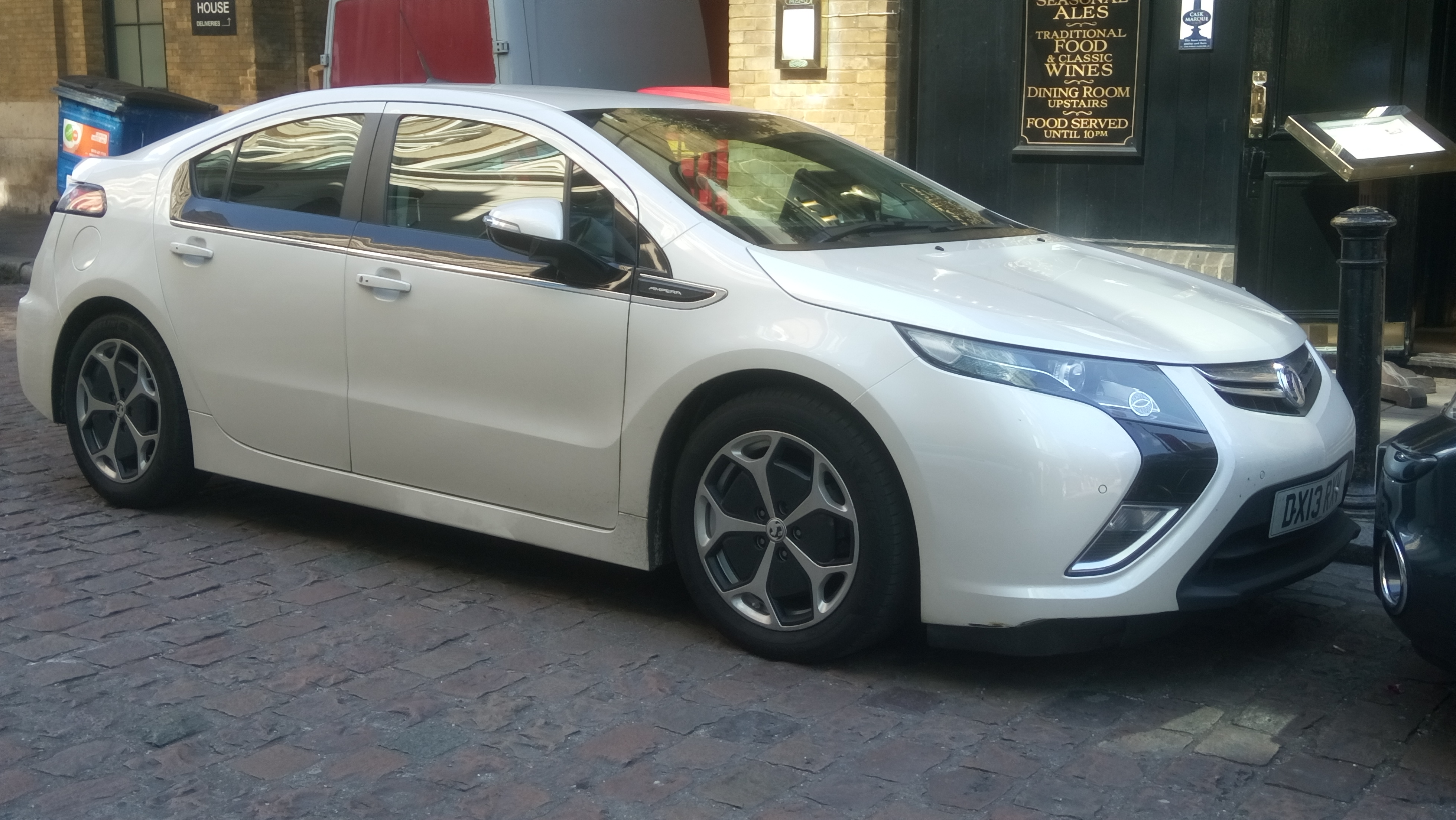
佛賀Ampera

混合動力車輛（英語：hybrid vehicle）简称混动车、油電车，是使用兩種以上的能源产生动能驅動的車輛，而驅動系統可以有一套或多套。常用的能量來源有燃料（汽油、柴油、液化石油气等）、電池、燃料電池、太陽能電池、壓縮氣體等，而常用的驅動系統包含內燃機、電動機、渦輪機等技術。

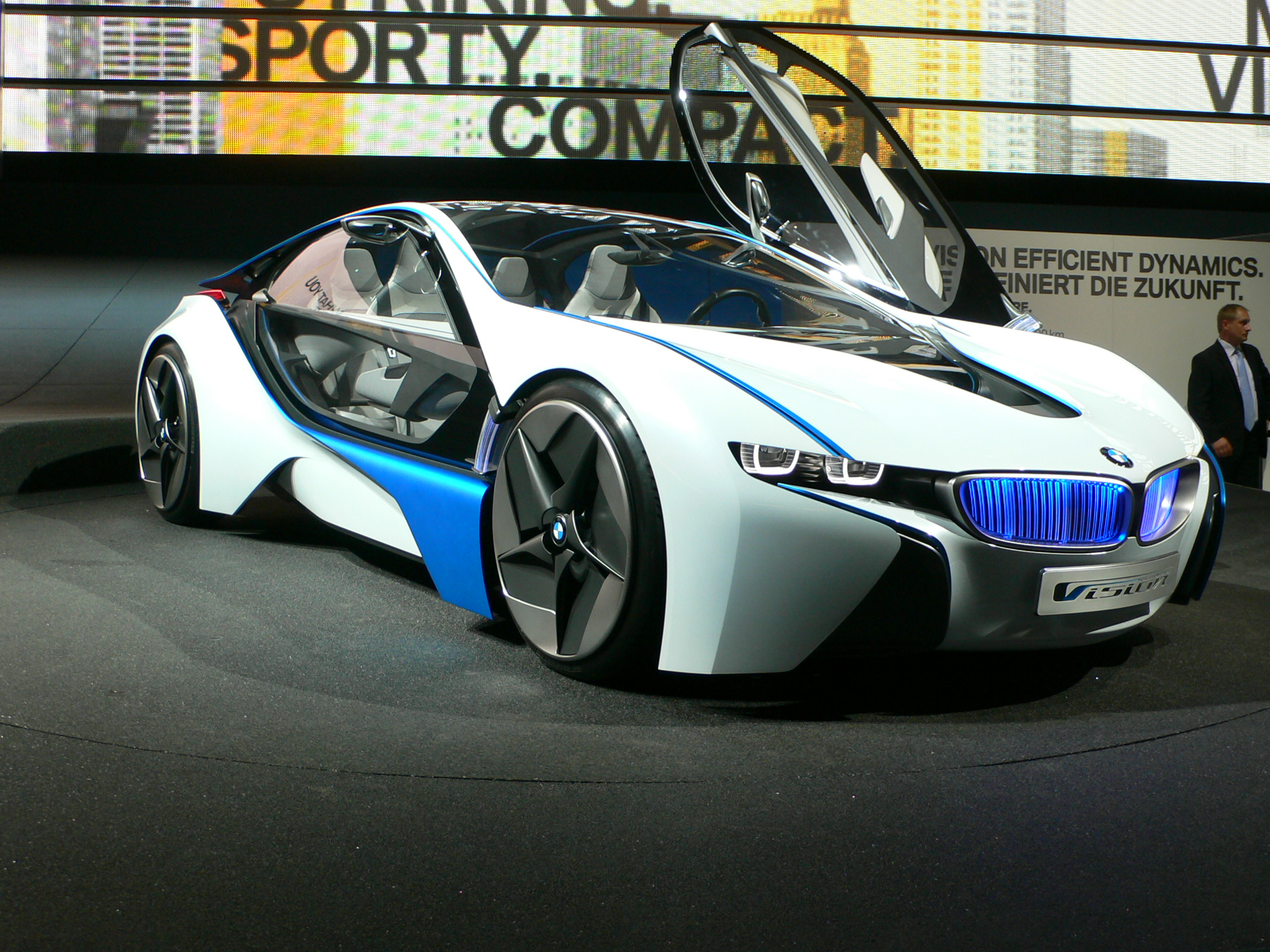
以柴油作燃料的柴電插電式混合動力車BMW未來效能動力車

目前市面上绝大部分的混合动力车辆都是使用燃油驅動內燃機（汽油发动机或柴油发动机）加上车载电池驅動電動機组成联合驱动系统，这类车辆统称为混合动力电动车辆 （hybrid electric vehicle，簡稱HEV，也俗称油電混動車）。油電混動車在內燃機低速效率不佳的時候可以使用電動機輔助驱动，在普通駕駛時用慣性驅動發電機回收部分動能給電池充電，普遍比同型純內燃機車輛有更好的燃油效率及加速表現，被視為較環保的選擇，而缺點在於售價較高、動力系統占用空間較大、電池的壽命受限等。
近年來，能夠透過充電站或家用充電設備從電網為車輛電池充電的插入式电动车辆开始普及，其中插入式的混合动力车辆被稱作插電式混合動力汽車（plug-in hybrid electric vehicle，簡稱PHEV，也俗称插电混动车、插混电动车或插混车）。如果電網中的發電廠使用可再生能源、碳排放量低的發電方法或採取電力離峰時間充電，短距離通勤甚至可以純電動行駛，那就可以進一步降低車輛的碳排放量。同時更大的電池還能放出儲存的電能，提供住家或旅行臨時的電力使用，多用途正逐漸變得歡迎。

## 原理
由於混合動力車輛使用超過一種動力來源，在推動系統的設計上能夠適配於不同的輸出功率而達到更高的效率。舉例來說，內燃機引擎有其運轉最有效率之馬力輸出區間，若搭配電動機共同運作，則可以調節內燃機的負載，使內燃機在最有效率之馬力區間運作，進而達成節省燃料的效果。此外，混合動力車若有使用電力推動電動機作為其中一種推動裝置，即可以用電池進行再生制動，在車輛減速時回收動能轉換成電能，以節省能源，現在較普遍使用的油電混合動力車就屬於這一類。油電混合動力車或柴電動力車可以由電動機及內燃機引擎共同推動，但也有純粹使用電動機推動的設計。

## 歷史

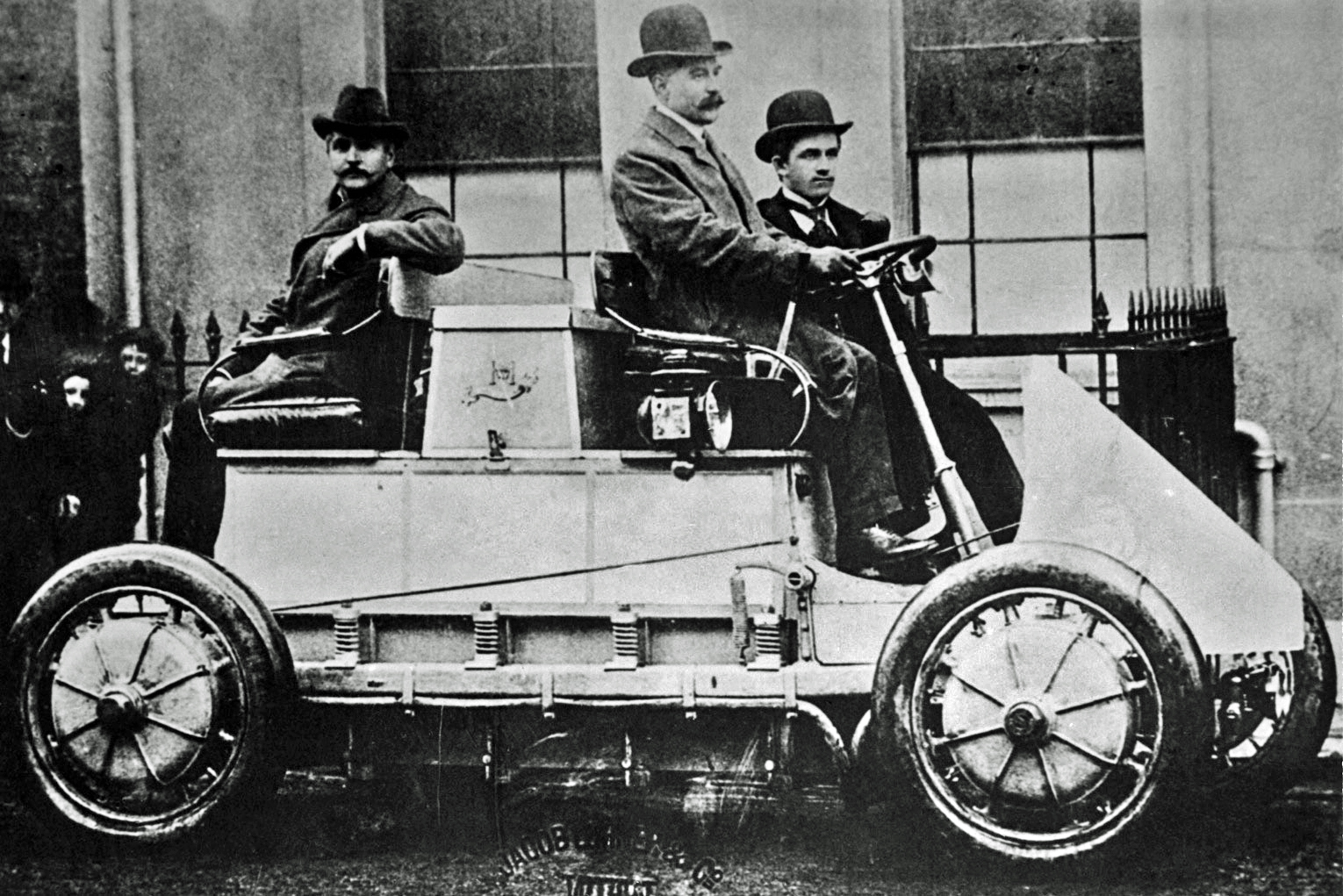
世界最早的混合動力車保時捷Lohner-Porsche

世界上第一輛混合動力的車輛羅納－保時捷（Lohner-Porsche）由斐迪南‧保時捷在1899年發表。大量生產的混合動力車則要在1990年代才出現，分別為本田及豐田生產的Insight及Prius，這兩款車都可由電動機直接推動車輪提供動力。另有一說，世上第一輛油電混合動力車，在1899年由皮帕（Pieper）研發。利用剎車時進行能量再生制動的設計要到1978年才由電機工程師 David Arthurs 發明。

## 種類
混合動力車輛的分類方式有三種：
依動力來源分類：
- 油電混合及柴電混合
- 燃料電池、電池混合
- 液壓動力混合
- 多重燃料混合

依傳動配置分類
- 並聯式
- 串聯式（增程型）
- 全面混合動力（混聯式）

依混合程度配置分類
- 輕度混合動力
- 中度混合動力
- 重度混合動力
- 插電式混合動力

### 以動力來源劃分

#### 油電混合動力及柴電混合動力
混合动力电动车辆（简称HEV）俗称油电混动车，同时使用內燃機和電動機两套动力总成系统，現在民用市场上常见的混合動力車多為此類。蓄电池或超级电容可以储存电能并供应電動機将其之间转化为机械能推動車輛，同時车载发电机还可以回收一部分剩餘的動能為電池充電；而內燃機則視乎設計而定，可以与电动机并联独自產生機械動力推動車輛，也可以是串联充当增程器发电為電池充電或直接供应電動機。
柴電混動的情況與油電混動相同，只是內燃機的燃料由汽油改成柴油，且多使用涡轮发动机（相比之下普通车辆多使用活塞发动机）。柴電比較適合在大型運輸工具或插電式混合動力車輛，汽油引擎較輕，但低轉速時扭力差，正好可以用電動馬達補足低轉速扭力又不會增加太多重量，小型車輛使用柴電則沒有引擎與馬達的互補性；而大型運輸工具使用柴電，則可以省下龐大笨重又貴的變速機構。

#### 燃料电池和电池混合车

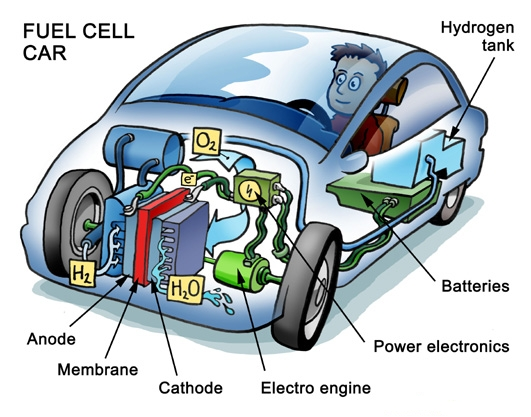
燃料電池加上可充電電池的複合動力車簡化結構圖

這是基於燃料電池電動系統（Fuel cell electric vehicle，常簡稱為FCEV）的設計，只是加裝了可充電電池，於是有燃料電池及電動機 + 可充電電池及電動機兩種動力來源。與增程引擎電動系統的構造大同小異，不同的是把引擎換成燃料電池。燃料電池可以直接發電，為電動機供電，這就是原有的燃料電池電動系統，但後來發現電動機在加減速時會電池急劇變化而使高成本的燃料電池壽命大為減短，因此加裝可充電電池為電流作緩衝，降低燃料電池電流變化，從而增加燃料電池的壽命。附帶的好處是減低對燃料電池輸出功率的要求，降低了成本。Chevrolet Equinox FCEV、Ford Edge Hyseries Drive和Honda FCX都是燃料电池/电池混合动力汽车的例子。
但是燃料電池的材料需要用到昂貴的稀土和貴金屬，因此成本極高。目前燃料電池的主流燃料是燃值最高的「氫」，但問題在於氫氣的儲存、補充，而製造生產氫氣同樣需要消耗能源並產生碳排放，所以難以普及。

#### 液壓動力混合系統
同樣與增程引擎電動系統的構造類似，是以液壓動力或壓縮空氣引擎車輛為基礎，加上內燃機把工作流體再增壓，兩種動力來源分別是內燃機推動而產生的高壓氣體及壓縮引擎 +壓縮儲存系統內的高壓氣體及壓縮引擎。液力儲蓄器（蓄壓器）的價格較低，而耐用性比電池高很多。
法國PSA集團於2013年1月提出的新式混合動力系統，這套全新概念的混合動力系統由PSA集團與Bosch共同開發，主要由引擎，壓縮空氣儲存系統與液壓馬達幫浦組成（實際上即是將上述的流體動力系統概念重度混合化）。壓縮空氣儲存系統與液壓馬達可取代電池和電動馬達，以空氣來取代電力，稱為「空氣混合動力系統」（Hybrid Air），可望獲得更低的重量和更耐用的零件。空氣混合動力一樣有三種動力模式：空氣驅動（Air Power）、引擎驅動（Gasoline Power）以及混合模式（Combine Power），另外也一樣有動能回收系統（Brake Energy Regeneration）。運作概念和油電混合系統一樣，但由於系統和蓄能介質變了，特性上有大幅變更，主氣瓶的體積和重量遠比電池小，結搆更簡單，購買、使用和維護成本更低廉，製造和回收對環境的影響更小，就目前來看，優點確實比油電混合系統多不少，但由於還在開發階段，效益高低和後續問題仍有待觀察。Volvo曾在1980年代曾亦這原理發明在巴士、貨車等重型車輛上使用，現在是一種仍在研究的項目。2002年10月，巴黎國際汽車展覽會上展出了一款空氣車（Compressed air car），使用壓縮空氣作動力，由於作為溫度低，省去了冷卻裝置等設備，引擎也因此可以使用較輕的物料制造，進一步增加效率。
由於推動液壓引擎的是低溫的壓縮空氣，引擎可以用較輕的物料（如鋁合金）製造，降低了車重，增加了整體效率。
同樣原理的傳動模式被廣泛應用在鐵路的液傳動柴油機車上。

#### 多重燃料混合動力系統
有些混合動力車款並非使用引擎搭配馬達的設計，而是使用兩具以上使用不同燃料的引擎，其中一具作為主要動力來源，其他則作為起步補助或提高出力的備用動力，因此也屬於中度混合動力的一環。此外，有些設計是讓一具引擎可容許使用多種燃料，稱為複合燃料引擎或彈性燃料引擎，不過因為這種設計雖然功能一樣，只有一具動力系統，因此是否可算混合動力有所爭議。這類車只有一個油箱內可混合多種燃料使用，如汽油、生物燃油、甲醇、乙醇和氨等。再進一步，加設有儲存氣體燃料如天然氣或石油氣的裝置，同一車可以使用液體燃料及氣體燃料，但由於多了一個燃料容器，佔去了多些空間，在一些用途上做成不便。

#### 人力混合動力系統
以人力作為主要動力，再配上電動機或引擎作為次要動力。最原始的摩托車就是這種設計，但現在摩托車幾乎已去掉踏板只靠引擎或馬達為動力來源，仍有這種設計的是越野摩托車和傳統式的電動自行車，不過前者並非以人力作為主要動力而是反過來以引擎為主要動力再以人力補助。

### 依程度分類

#### 輕度混合動力
輕度混合動力（Micro Hybrid）同時擁有內燃機及電動機兩種動力來源，不過只用內燃機驅動車輛行走，電動機則用作幫助內燃機啟動及在內燃機停止運作時提供電力供應車內電器，又稱怠速熄火系統（Start-stop system）。
在怠速熄火系統中，馬達也在内燃機起動前的一刻將內燃機驅動至較高轉速，避免讓內燃機在低效率的低轉數情況下運作，從而減少起動時的耗油量及機械損耗。電腦也設定在减速或刹車時自動關閉内燃機，減少內燃機空轉的時間以進一步達節省燃油的效果。怠速熄火系統通常配有啟動開關，可依駕駛的需求選擇是否啟用。怠速熄火系統優點就是開發成本低；缺點就是節能效率極有限（仍不到10%）及熄火時冷氣會關閉（在氣溫高時會減低舒適度、其溫差容易造成感冒，不過少數的車種仍可以在熄火時開啟冷氣）。因為開發成本極低故目前已被多家廠商使用，例如賓士、雪鐵龍、馬自達、標緻汽車和Smart。
同屬賓士集團的賓士與Smart開發的微型油電混合系統名叫mhd（micro hybrid drive之縮寫），就是很典型的怠速熄火系統，該系統的核心是一個由皮帶驅動的啟動發電機，取代了一般傳統的發動機與發電機。這具啟動發電機供應了汽車的電力系統，同時還能快速啟動車輛的汽油引擎。目前mhd已套用在Smart Fortwo mhd上販售，未來將擴展於更多的車款如SLK。
同屬PSA集團的雪鐵龍和標緻也有名為e-HDi的怠速熄火系統，它配合一具1.6升柴油渦輪增壓引擎，以STOP & START怠速熄火系統並加上煞車動能回收系統，其優勢是在熄火時冷氣仍可運轉一小段時間，可在市區擁擠的交通狀況下，節省燃油損耗達到15%的效果，目前搭載在C4、308、3008和5008上。
馬自達的Skyactiv節能技術裡也有一套i-Stop怠速熄火系統，它同時還配合Skyactiv系列引擎以及i-ELOOP動能回收系統。Skyactiv系列引擎包含了Skyactiv-G汽油引擎與Skyactiv-D柴油引擎，i-Eloop動能回收系統則是一套改以輕量化的電容代替電池作蓄電裝置的系統。Skyactiv節能技術配合新的「魂動」設計語言，於2012年開始一一植入馬自達旗下的新發表的車款。

#### 中度混合動力
中度混合動力（Mild Hybrid）不但同時擁有兩種以上能量來源，同時具有兩種動力來源可同時驅動車輛（例如一具引擎搭配一具馬達）。其中一種作為主要動力來源，可獨立驅動車輛，其他則是次要動力來源，用來補助主要動力強化性能、減輕負擔。中度混合動力有兩種設計理念，一種是實用型，以低輸出的主要動力配上次要動力後變成標準輸出，主要目的是提高能源效率；另一種則是性能型，以標準輸出的主要動力配上次要動力後變成高輸出，在提高能源效率同時增進性能表現。

#### 重度混合動力
重度混合動力（Full Hybrid又稱作强混合Strong Hybrid）即是完全成熟的混合動力系統，它可完全單靠任一的動力來源為主要動力，也可以兩者同步驅動產生更大的動力。這類系統的控制電腦必須有效的運用各種動力來源，以達至有適當動力又可節省燃料。由於每種動力來源皆須具備單獨推動車輛的能力，所以功率都差不多大，所佔據的容量體積也較大。

#### 插電式混合動力（PHEV）

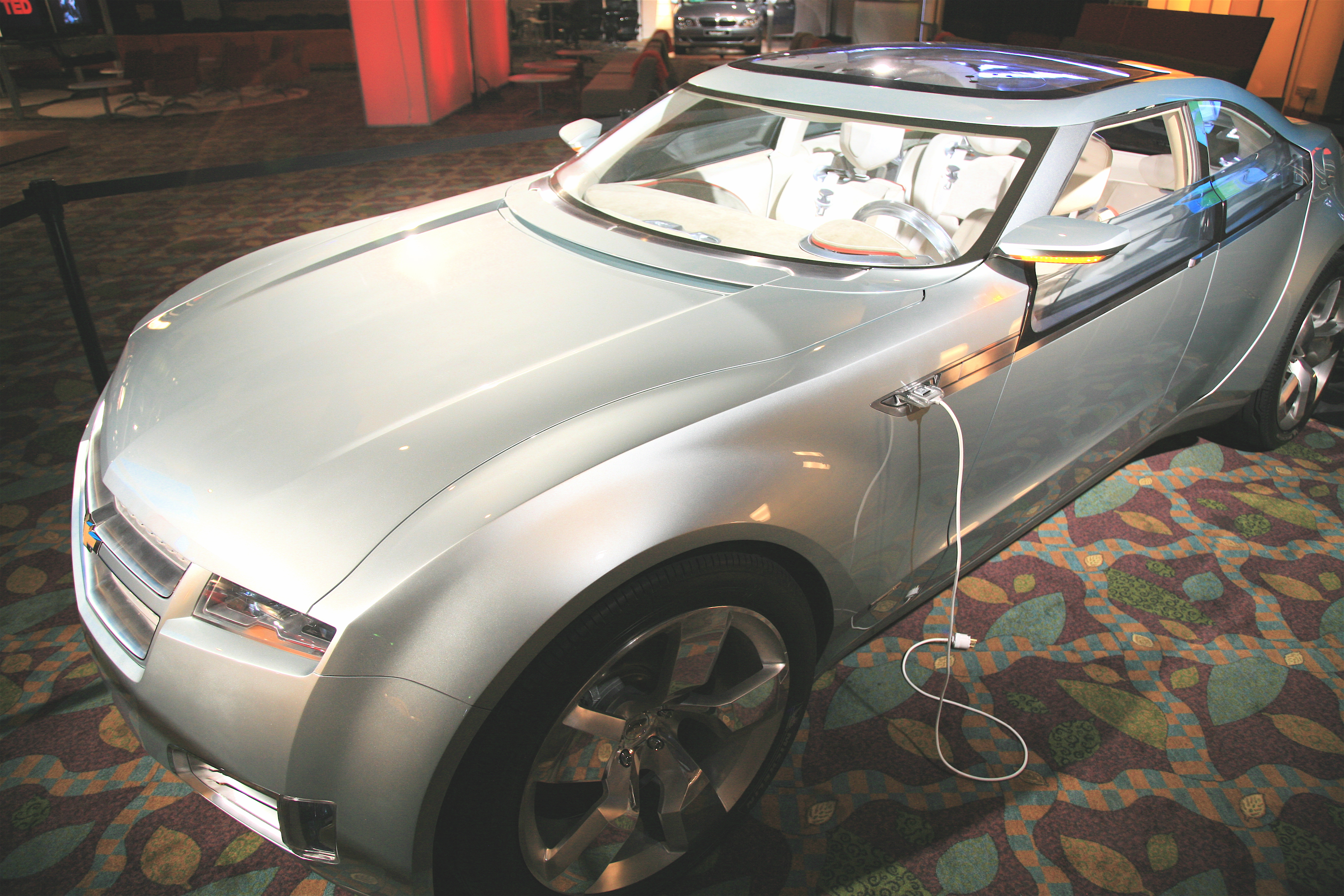
插電式混合動力的雪佛蘭伏特

插電式混合動力系統（Plug-in hybrid,缩写：PHEV）和充電式電動車一樣能靠外來電源為車輛充電，但因為是屬於混合動力系統，在缺乏電源時仍可靠內燃機引擎驅動，不用像純電動車一樣非要找充電站才可補充能源，續航力和實用性遠比電動車來的高，這是優點，但也因為是混合動力系統，必須要有電動系統以外的動力裝置，所以缺點是成本和重量會比電動車大。目前插電式混合動力系統多以全面型混合動力系統為基礎開發，目前擁有插電式混合動力系統技術的廠商有雪鐵龍、豐田、富豪和比亚迪。
雪铁龙於2012年4月13日發表Numéro 9 Concept插電式油電混合概念車。Numéro 9 Concept的前輪軸配置一具能夠產出225匹最大馬力和28公斤米扭力峰值的1.6升THP汽油引擎，並在後輪軸配置了70匹最大馬力和20.4公斤米扭力峰值的電動馬達，合成了可以產出295匹最大綜效馬力之插電式油電混合動力系統。Numéro 9擁有了每公升58.8公里的平均油耗，並能夠在純電動下行駛50公里，而其鋰離子電池組也可以在3個半小時內完成充電。在抓地力不足之狀況下，Numéro 9能夠自動切換至4輪驅動模式，以電動馬達驅動後輪，內燃機引擎驅動前輪，駕駛也能夠手動自行切換至4輪驅動模式。Numéro 9 Concept是未來DS車系的設計藍本。
丰田於2009年發表Prius Plug-in Hybrid Concept插電式油電混合概念車，並於2011年法蘭克福車展上正式發表量產版本的Prius Plug-in Hybrid。Prius Plug-in Hybrid是以第三代Prius為基礎，增設外接充電系統，並將原本的鎳氫電池改為鋰電池，性能表現與Prius一樣，但電動續航力提高到24公里，並能以時速100公里的速度行駛，油耗表現也更加提升。Prius Plug-in Hybrid可以120V和240V的電源充電，充電時間分別為2.5~3小時和1.5小時。
沃尔沃的插電式油電混合系統是以一具共軌柴油引擎驅動後輪，並在前輪加裝電動馬達，因此可選擇電動前驅或柴油後驅，也能讓兩者同時驅動變成四輪驅動。未來將用在V60 Plug-in Hybrid上。
日本車廠三菱於2012巴黎車展發表全新的Mitsubishi Outlander PHEV插電式油電混合動力車型，原廠於之前已公布了新車的相關數據，動力系統將採用一具2.0升汽油引擎，搭配兩組功率同為60Kw的電動馬達，而兩組電動馬達分別放置於前後軸處。Outlander PHEV能夠在3種駕駛模式中進行自動切換，包括EV Drive Mode純電動行駛模式、Series Hybrid Mode串聯式油電混合行駛模式、以及Parallel Hybrid Mode並聯式油電混合行駛模式。Outlander PHEV在12kWh的鋰電池組協助下，以純電動模式行駛最大巡航距離為55公里，而更長的巡航距離意味著油耗更低，目前原廠公布Outlander的綜合油耗為每公升62.5公里。至於Outlander PHEV的充電速度，原廠數據為使用200V電壓的充電插座，在電池組完全放電的情況下充電，Outlander PHEV經過45分鐘即可充飽電池組，30分鐘更可充飽80％的電量。
中國大陸車廠比亞迪在2008年12月15日在中国上市的比亚迪F3DM，是世界上第一款批量生产的插电式混合动力汽车。而在之後推出的比亞迪王朝系列車型中（秦、唐、漢、宋）除售賣純電動版本以外，均售賣插電式混合動力版本。

### 依傳動配置分類

#### 並聯式油電混合系統

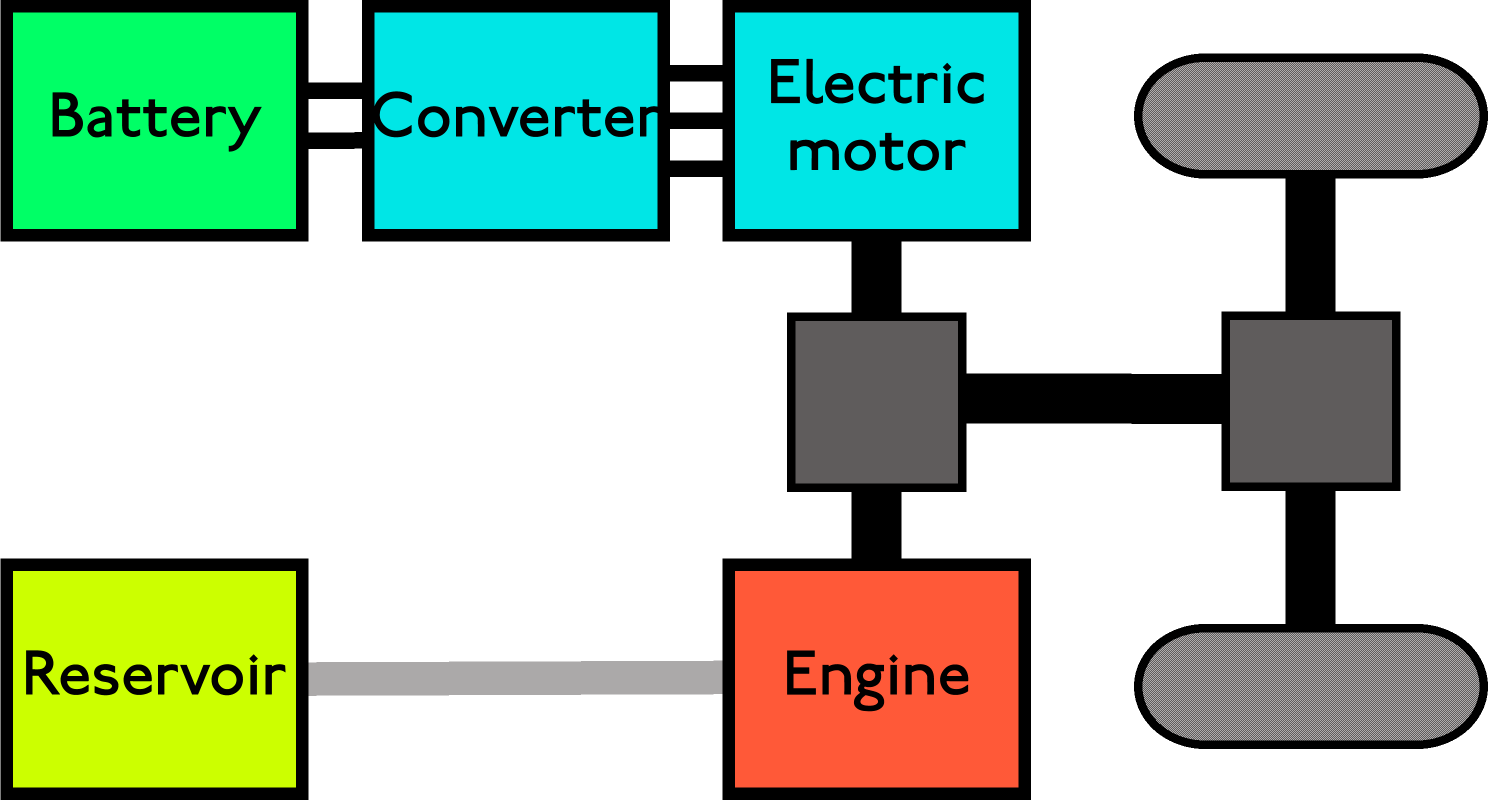
並聯混合動力系統結構方塊圖

在並聯式油電混合系統（Parallel hybrid）中，內燃機及電動機輸出的動力各自透過機械傳動系統傳遞而推動車輪，內燃機及電動機的動力在機械傳動系統之前各自分開、互不相干，因此稱作並聯型混合動力。兩者同時由電腦控制以達至協調。由於現有的並聯混合動力系統大多數都不能單靠電力推動，往往會被分類為中度混合動力。
常見的一種並聯混合動力設計是以內燃機作為主要動力來源，電動機作為輔助動力系統，兩者透過機械傳動系統耦合。系統中並無專為電池充電用的發電機，行駛中，電池充電來源只有兩項：一是靠再生制動系統在車輛減速、制停時，將動能轉為電能。其二是是當內燃機仍有餘力時，帶動電動機轉動而發電。再生制動所得的電量相當有限，第二種情況所得的電量也不會太多。由於充電能力有限，此類設計傾向於使用較小的電池容量以及較低功率的電動機，電動機只作為補助性角色，不能獨自推動車輛。此系統的優點在於:內燃機可以怠速熄火、提高內燃機起動時的燃油效率及降低損耗、使用再生制動系統回收電能。電動機能與內燃機一起運作，可以在需要時加大馬力。由於主要動力來源依舊是內燃機，此類設計保留了內燃機在高轉速時較省燃料的特性，有利在高速公路行走。綜合而言，相對於同動力的純內燃機車，補助型混合動力系統的燃料消耗與碳排量較低。由於此設計所使用的電池及電動機的容量及功率都較小，重量也較輕而減低了額外負載；另外，此設計並不需要大幅更動純內燃機車輛的動力系統，因此設計變更的成本也較低。
另一種設計是內燃機及電動機各自分別推動不同的輪軸，兩者透過車輪與地面的接觸耦合（couple through the road），行駛中，電池可靠再生制動系統充電，另一種充電方式是當內燃機在低附載狀況下推動車輛行走時（如巡航），連著電動機的輪軸被地面帶動而轉動，此時，電動機便可發電而為電池充電。由於內燃機的輸出是經過路面傳至電動機，因此得名through the road。除了能夠透過再生制動系統回收電能外，此種設計的另一好處是四輪驅動性。由前後輪軸都有動力，在某些情況下擁有四輪驅動的循跡性能（traction），有些類似設計甚至沒有電池，例如日產的e-4WD系統，直接以發電機推動電動機以推動後輪，內燃機則推動前輪及發電機。然而，此系統最大的問題在於兩輪軸的動力往往難以完美協調而造成能量損耗，因此在燃油效率的表現上受到一定程度的限制。

#### 串聯混合動力系統

串聯混合動力系統結構方塊圖

串聯式油電混合系統（Series hybrid）是由一具功率僅供滿足行進時平均功率的內燃機（也可以是外燃機）作為發電機發電，電力用以為電池充電及供電給電動機，車上唯一推動車輪的是電動機。如果在電動車的角度來看，這種設計可以「增」加電池行走里數的不足，故稱為增程型電動系統；而其構造上動力輸出的流程完全是一直線，所以又稱串聯式油電混合系統。依其電池容量大小，如果電池容量小而不足以獨自推動電動機，這樣就是中度混合，但若電池容量大至足以推動電動機行走一段距離，依重度混合動力的定義，這樣的的串聯混合動力系統就是重度混合由於此種系統所需的電池及電動機的功率也較大，所以成本較高。由於引擎僅負責穩定運轉發電，因此可以較好地易控制排污及提高效率，而引擎配置位置也較彈性，加上電動機的輸出有高扭力，省卻了機械傳動系統及變速箱，能增加車箱容量及使佈置合理化，簡化了機械維護，省卻了變速箱簡化了架駛操縱，也沒有變速箱換檔時做成動力不連慣感覺，這些都是因以電動機推接推動而得到跟純電車一樣的好處。
在耗油量方面，這種系統特別適合於需要不停地起動及停車的情況（stop and go driving），例如巴士，因為相對內燃機，電動機在的扭力及效率在相當大的轉速範圍內都能保持相當高，可使車輛起動及慢速時的比內燃機有更佳表現，而用於發電的內燃機可保持平穩轉速而保持高效率，以英國雙層巴士的經驗可減少40%的燃油消耗。但在高速公路上，串聯混合動力系統的能量經過多重轉換：發電機損耗、電池充電損耗，電池放電損耗，電動機的轉換效率等，相比傳統內燃機車輛只有內燃機的損耗及機械轉輸的效率（一般約95%）。所以串聯混合動力系統適合在市區中使用，但在高速公路上的情況就無甚得益。

#### 混聯式混合動力系統（動力整合/分配式混合動力系統）

混聯混合動力系統結構方塊圖

「混聯式油電混合系統」（Series-Parallel hybrid），又稱為「動力整合式混合動力系統」或「動力分配式混合動力系統」（Power-split hybrid）系統同時擁有功率相當的引擎與馬達，所以可依路況選擇使用電動模式、汽油（或柴油）模式或混合模式；設有由內燃機推動的發電機，產生充電或電動機所需電力。兼俱並聯式及串聯式的功能及特性，因而得名混聯式混合動力。
在起步或低速時，內燃機的效率低，所以會全由低速性能及效率較佳的電動機推動，從而提高效率而達至較省燃料。視電池狀況而定，內燃機會在需要時會推動發電機向電池充電或直接向電動機供電，亦即串聯混合動力。當車速提高至內燃機能工作在有高效率的轉速時就轉由內燃機推動，在這情況相比繼續以電動機推動，改由內燃機推動可以免卻電動機推動時因多次能量轉換而產生的能量損耗（燃料發電推動電動機的過程中，能量由化學由內燃機轉為動能，動能由發電機轉為電能，電能由電動機最後轉為動能，每次轉換都會有損耗；若是先充電池再由電池供電的話，更是增加充放電時的損耗），提高效率，減少耗油量。而當需要時，例如加速及爬坡，電動機可以同時開動，增加額外馬力，亦即並聯混合動力。
馬達提供了怠速熄火系統及制動再生功能，在停車或以電動機推動時關閉內燃機，在減速與煞車時、下坡時進行動能回收。內燃機也不必兼顧起動及低速的需要，可以進一步優化高轉速時的需要，提高燃油效率及性能，也同時降低污染物的排放。
由於各推動單元都能各自獨力推動整部車，因此混聯式混合動力也必然地能達至重度混合動力的程度。但混聯式混合系統並不是唯一可達至重度混合的技術。

### 應用例子

#### 輔助型混合動力系統
「輔助型混合動力系統」（Assist Hybrid）是依其特性所稱的名稱，如果依其構造分的話也就是「並聯式油電混合系統」（Parallel hybrid）。補助型混合動力系統目前的主流設計是以一具功率較大引擎（多是內燃機）作為主要動力，再配上一具功率較小的馬達（多在20kW以下）做補助動力，所以才叫做補助型混合動力系統；並提供動力給馬達發電。馬達與引擎直接連接，功能主要是發電、協助提高轉速、進行動能回收和強化引擎性能等。而且兩者同時驅動造出更大的縱效馬力還可強化性能，由於這種技術是開發混合動力技術的過程，因此所有有開發過混合動力技術的車廠都具備這樣的技術，例如賓士、法拉利、本田、馬自達和豐田。
賓士利用S-Class開發了一款自家的中度混合動力車S400 Hybrid L，採用的就是典型的補助型混合動力系統。一顆V6引擎加上鋰電池，引擎曲軸箱與變速箱中央的碟型電動馬達，單靠引擎動力可達299hp的馬力與38公斤米的扭力值，碟型電動馬達則可輸出15kW之功率，縱效馬力達319 hp。平均油耗僅7.9L/100km，每行駛一公里僅有186g二氧化碳排放。
Ferrari在2012年4月正式展示自家開發的補助型混合動力系統。Ferrari的混合動力系統取名叫HY-KERS，該系統目前是由一個V型12缸引擎和一個配備電動馬達的雙離合器變速箱構成，而安裝在V12引擎前方的第二台電動馬達則專門用於輔助系統上。這兩組電動馬達也與電池組相連，使得電池組可根據空間大小和最終配置情況，放置於車體結構內。這套系統並非以環保節能為主要目標，而是以提升引擎動力為優先，而且不得過度增加車重，希望能在增加動力之餘還能降地碳排放與油耗。該系統曾試驗性的以前中置引擎後輪驅動安裝在599 Hybrid Concept上，但目前展示的系統已改為後中置引擎後輪驅動，計畫優先搭載於限量跑車Enzo的後繼車款F150 LaFerrari上。

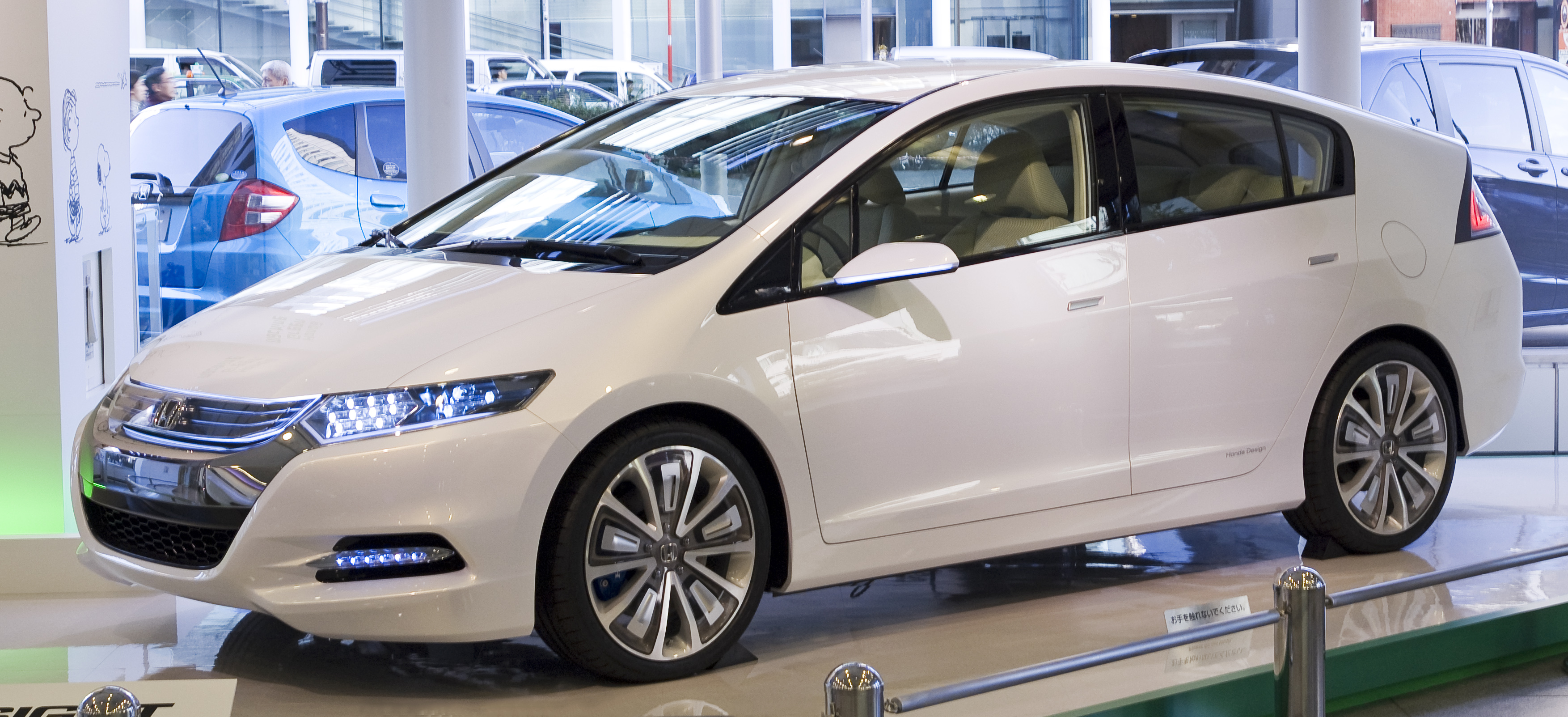
Honda Insight本田洞察者

Honda在2000年投產的Insight也是補助型混合動力系統。Honda開發的補助型混合動力系統命名為IMA（Integrated Motor Assist）。IMA系統使用自家的i-VTEC引擎配上電動馬達，可達到有效的節能與性能表現，不過因為仍屬中度混合動力的程度，效果仍算有限。Insight當前採用的是輸出動力95匹的1.3升四缸汽油引擎搭配可輸出14匹的電動馬達，總合動力輸出有102匹，大約相當於1.5升的引擎。除了Insight之外，Honda現在還有Fit Hybrid、Fit Shuttle、Freed、Freed Spike和CR-Z等車款使用IMA系統。
Mazda發展的e-4WD亦是類似的系統。e-4WD是在前輪帶動車的後輪裝上電動機，在需要的時候在後輪加進推力。
Toyota第一代的Prius因為技術尚未成熟，所以也是採用補助型混合動力系統，但從第二代起技術已開發完備而改用更進步的重度混聯式混合動力系統。

#### 增程型電動系統（串聯式油電混合系統）
這種設計目前多用於大型車輛，例如Wrightbus的雙層巴士Wright Gemini 2及運載量達13噸的軍用運輸車HEMTT A3 Hybrid Truck。

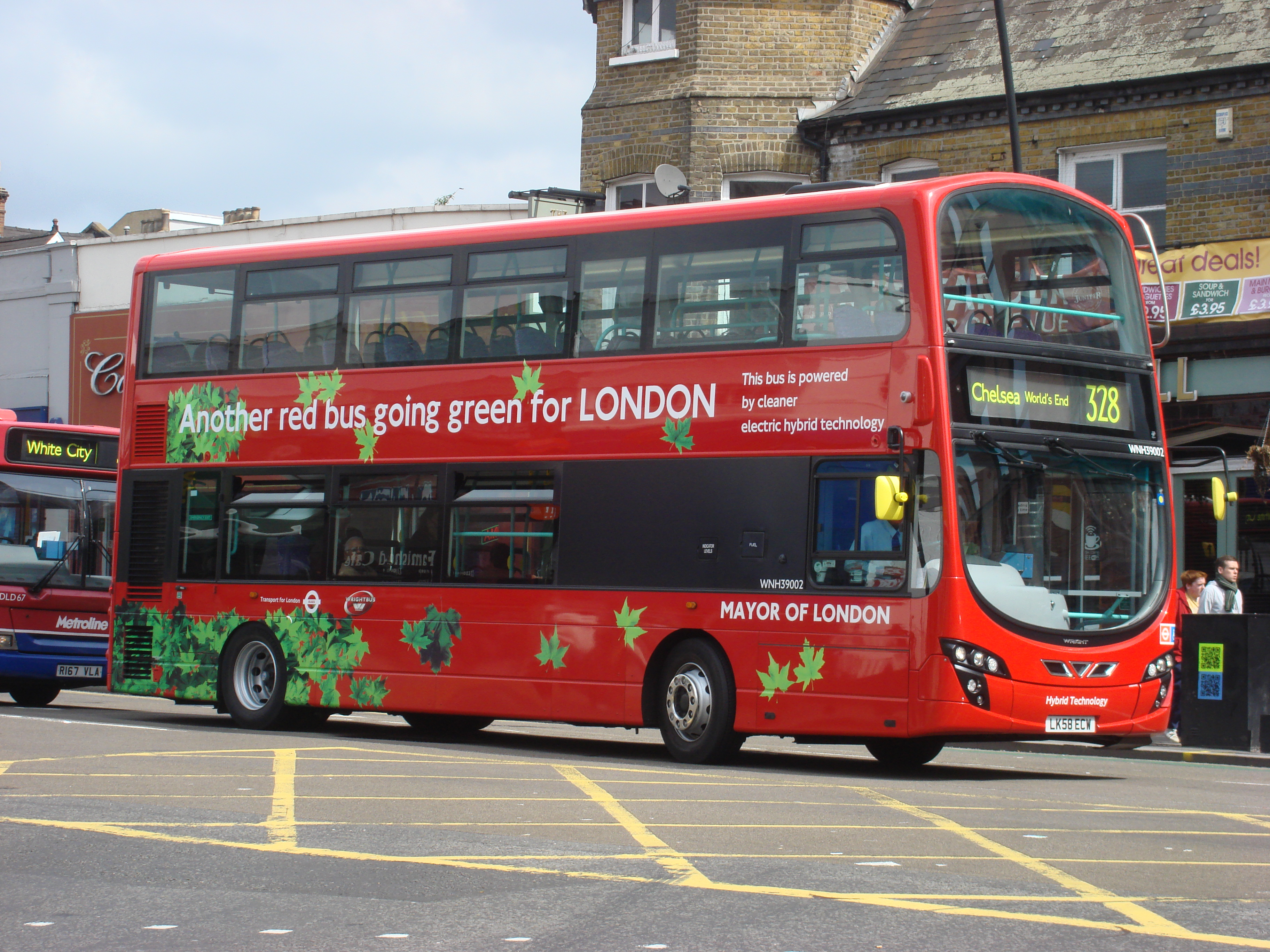
採用串聯混合動力的雙層混合動力巴士Gemini 2 HEV

Chevrolet Volt和Opel Ampera掛載1.4升增程式電動動力系統。這組由通用汽车GM集團研發的1.4升增程式電動動力系統，擁有了Electric純電動以及Extended-Range增程模式。在純電動模式下有約56km最大巡航距離，而在電池耗盡後，發動機供電的增程模式能夠提供約554km的最大距離，總行駛距離達約610km，能滿足日常生活使用。
2010年正式推出量产车型，中文名为沃蓝达。為延長電池壽命，電池電量狀態（SOC）被控制在30至85%之間，低於30％時發電機會啟動，為電池充電及供電給發電動機以推動車輛行駛。不过在部分行驶模式中会更早地启动发动机。
Audi的A1 e-tron概念車也是這種設計，車上配備一具小排氣量轉子引擎只作發電用，專為電池組充電，車輛完全由電動馬達驅動，但Audi並無計劃量產這型號。

#### 全面型混合動力系統（混聯式油電混合系統）
全面型混合動力可以是讓引擎與馬達都驅動前輪或後輪，也可以設計成分開驅動前後輪變成四輪驅動。目前擁有全面型混合動力系統技術的廠商有Toyota和Ford，其中Ford的混合动力系统来自于Toyota的授权和专利交换。
从2013年开始，Honda推出了名为I-MMD系统的混合动力雅阁，在北美和日本首先上市。该系统具体工作原理与Toyota的行星齿轮组有较大不同，但是经过一系列媒体测试表明，该系统燃油效率非常高，按照美国EPA标准合47MPG(5.0l/100KM)，实际测试效果也基本达到预期。目前Honda的I-MMD系统也被认为属于全面型混合动力系统。

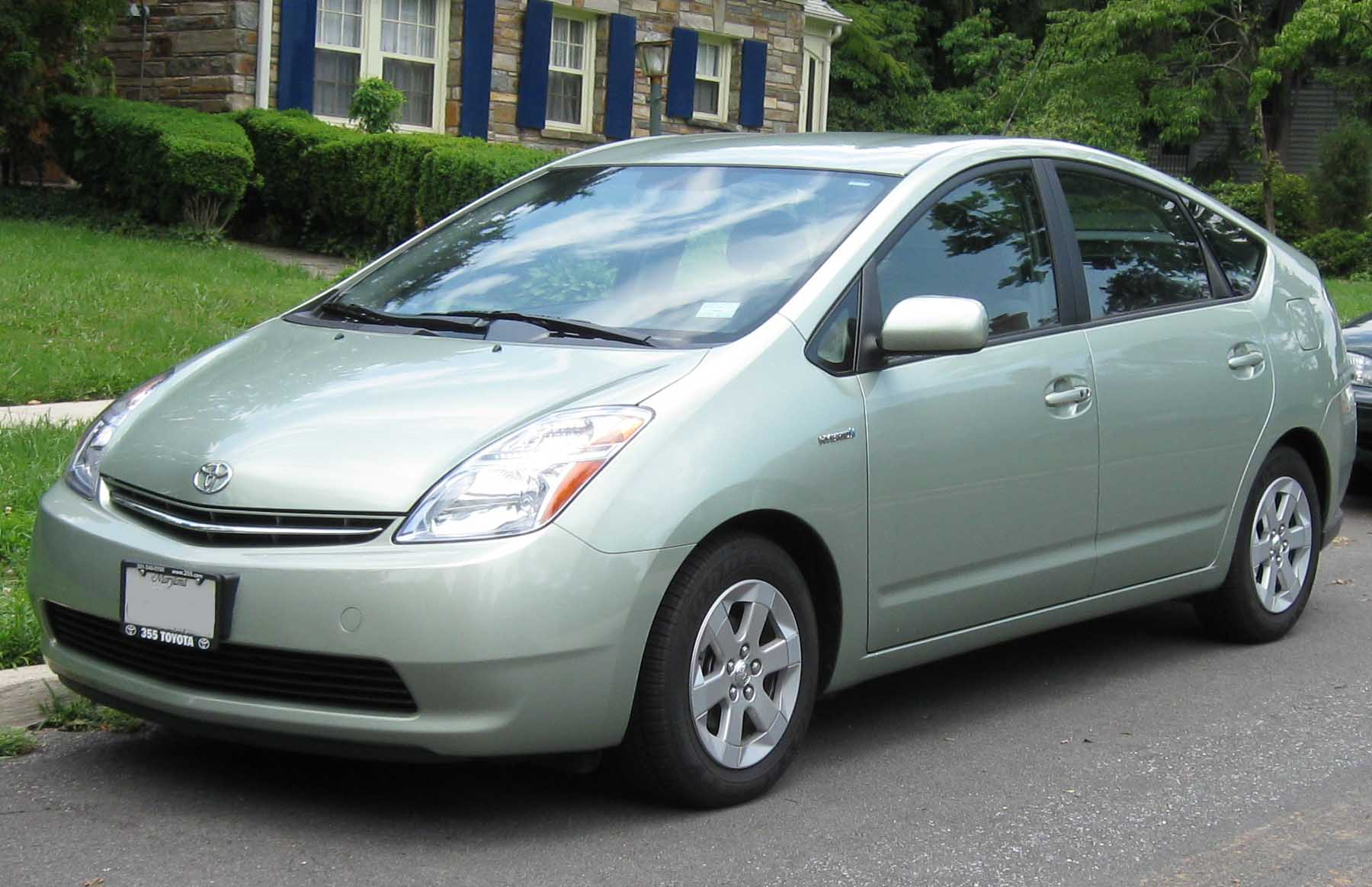
豐田Prius使用的是混聯式混合動力系統

Lexus和Toyota使用的是豐田集團開發的HSD全面型混合動力系統（Lexus和Toyota同為豐田集團旗下廠牌，BMW也以技術交換合法共享部分該技術）。HSD系統用一顆Atkinson循環汽油引擎配上兩具電動馬達，其中一具馬達與引擎整合，主要功能是當發電機用引擎餘力發電，同時也是在怠速熄火系統啟動後幫引擎提升轉速；另一具馬達則與驅動軸連接，主要功能是在電動和混合模式時提供車輪動力，並在減速與煞車時進行動力回收，而Atkinson循環汽油引擎在低转速下扭矩不足的缺点，可有效的为馬達所弥补，使得丰田混合动力汽车同時擁有极低的油耗和优异的动力表现。這些技術結合下來打造當今最有效的混合動力系統。Lexus和Toyota已有數十款車型也實用，当前在省油效果方面最佳的代表是第四代Toyota Prius。

## 環境影響

### 環保省油
混合動力車輛可以回收能量，電動機的效率又比引擎高，所以比用內燃機的汽車有較低的耗油量。現今較為低耗油量的混合動力車採用的是混聯式混合動力系統及串聯式混合動力系統，他們是通過以下方法把耗油量降低：
- 混聯式混合動力系統（例如豐田的Prius），因有電動機刊輔助，引擎馬力可以切合一般速度的情況而不用兼顧起步等情況，所以可以選用相對較低功率的引擎而提高得了效率。能量不足時可以以電動機補齊，閒置（甚至不加速時）時可以關閉內燃機（或用馬達轉動內燃機但停止供油）以節省能源；也因此所使用的內燃機比純內燃機汽車輕及小，效率也更高。

- 串聯混合動力系統，內燃機的效率及污染排放隨轉速而改變，一般車輛在各種行駛狀況需要的能量差異很大，內燃機很少在最高效率狀態運轉。串聯混合動力車的內燃機是用作發電機而不是推動車輛，若有多餘能量可以用來向電池充電，所以轉速變化相當小，可以常維持在高效率低污染狀態；設計引擎時也就可以針對該轉速進一步改善效率及污染排放，耗油量及污染排放會比汽車引擎低得多。有電池輔助應付高輸出時的需要，引擎也可使用較細功率，進一步增加效率及減輕重量。車輪直接由電動機推動，免去了機械傳動系統的能量損耗也減輕了重量。

此兩類系統剎車及下坡時可以使用電動機，將動能轉成電能為電池充電，進行再生制動。而一般車輛剎車時的動能只能轉化成無用的廢熱，而下坡時也必須使用消耗燃料的引擎煞車以避免煞車系統過熱失效。此功能對在有交通擠塞行走（如某些市區）、需要經常停車起步（例如公共交通工具）、路途經常需要上坡落坡的情況作用特別大，由於耗油量低，運作費用比一般用內燃機引擎的汽車低。
混合動力車輛，藉由動力回收將能量儲存到電池，然後行駛時藉由電池來輔助動力，減少燃油，在實驗測試中達到了省油、減少廢氣排放，環保的優點。

### 碳排放量

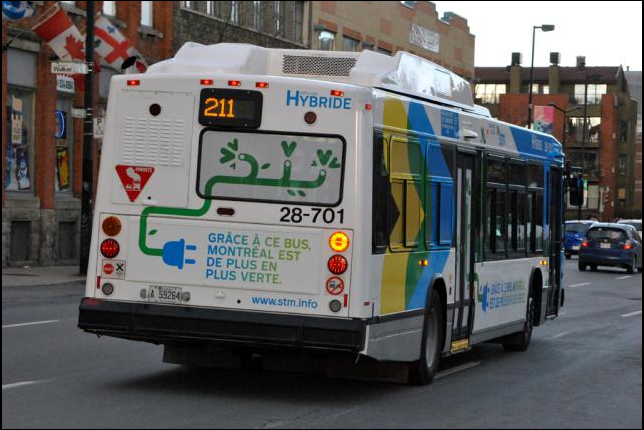
位于蒙特利尔的以生物柴油做驱动的油電混合动力巴士

雖然耗油量低不代表總生命週期（life cycle）的碳排放量低，因為混合動力車輛在製造的過程中產生的二氧化碳可能比一般汽車高。但即使考慮生產過程的二氧化碳排放，混合動力車的總排碳量仍然低於純內燃機的車輛。
|                      |                      | 產品週期總排碳量估算值（噸） | 生產過程排碳量所佔比例 | 生產過程排碳估算量（噸） |
| 一般汽油內燃機的汽車 | 一般汽油內燃機的汽車 | 24                           | 23%                    | 5.6 |
| 油電混合動力         | 油電混合動力         | 21                           | 31%                    | 6.5 |
| 插電式混合動力汽車   | 插電式混合動力汽車   | 19                           | 35%                    | 6.7 |
| 純電動車             | 純電動車             | 19                           | 46%                    | 8.8值得注意的是當中純電動車及插電式混合動力汽車所使用的電力，發電的排碳量以英國的情況為準，英國近年燃煤發電佔總發電最的33.08%，其餘為燃氣發電、核能發電及可再生能源發電等。 |

與純電動車相比的話，就要視乎如當地發電的能量來源，如果大部份發電燃料是煤的話，由於燃煤發電的效率較低，加上輸電網路的損耗，為純電動車充電而產生的二氧化碳比混合動力車行走時產生的還多，因此混合動力車會比全純電動車排碳更小，更環保。但相關文獻也同時提及，上述的比較是在未將燃料的精煉，與利用管線或油罐車輸送至各地的加油設施過程中所消耗的能量與產生的碳排放量納入考量，由於這方面的耗能因所在地區不同差異極大難有統一的量化標準，因此在總體的能耗與碳排表現上何者為優，尚無定論。

## 優點與缺點
- 混合動力車（中度以上）擁有兩種以上的動力來源，相較純引擎或純電動車，可以提升續航力。
- 混合動力車（中度以上）可以在數種動力來源同時使用的情況下，可以強化性能，提供與跑車相近的加速度。
- 混合動力車多有再生制動功能，除能回收能量外，也使減輕了制動系統的負擔，延長制動系統零件壽命。在市區可大幅減少油耗，市區燃油效率甚至能優於高速巡航。而且還減少了煞車摩擦造成的懸浮微粒。
- 混合動力車多有怠速熄火系統，可在車輛減速或長時間停車時自動熄火又不停止車內電器的運作，在市區可大幅減少油耗。
- 如果兩種動力來源屬於互補的性質，更可因此依路況使用最適合的動力發揮最大功效，降低整體的能源消耗。
- 空氣污染排放較低，引擎的廢氣排放在高功率輸出下會特別嚴重，馬達的輔助可以讓內燃機很少在高功率運轉，大幅減少空氣污染。
- 混合動力車輛可以減少引擎耗損，電動馬達降低內燃機高功率運轉的機率的時間、也可以帶動引擎處於合理轉速後才供油點火，重度混合動力車甚至有較低的引擎運轉溫度，降低更多保養維修成本。
- 增程型電動車省減了離合器、變速器等機械傳動系統，減輕了車身重量，也省卻了部份機械維護工作。而且讓出更多車箱空間，空間的佈局也更合符實際應用需要，能運載更多人或貨。
- 有電動系統的混合動力車和純電動車相比多了另一種動力來源和自發電系統，即使電池電力用盡仍可提供能量行駛並生電，無需擔憂有無充電站的問題（沒有里程焦慮）。
- 插電式混合動力和純電動車一樣把在道路上的污染集中移至發電廠，發電廠完善有更好的設備處理污染，不過碳排放量多少就要視乎行駛地區發電設施及輸電網路的效率。經濟上，在大部份地區，由於成本、稅務等因素，電力價格比燃油低，對用家有一定使用誘因。
- 某些混合動力車使用超高電容容量的電容器取代電池，電容的好處是充電快速、可以回收更多煞車能量，也完全解決了電池壽命的問題，缺點是容量仍低。
- 有純電動模式的混合動力車在電動行駛狀況下噪音極低，可大幅降低高流量路段的噪音汙染。但噪音過低也可能會對行人或踏單車人士構成危險[17]，部份混合動力車制造商決定為混合動力車加是引擎聲音合成裝置[18][19][20][21]，以模擬引擎聲音，讓途人能察覺。
- 有電動系統的混合動力車並不適合使用率低的人士，這是因為價格高，但燃料費及保養費的節省少，整體成本可能比純引擎或純電動車還要高，不符合經濟效益，必須降低電池等成本，以利普及[22]。而且普通鎳氫電池有自放電問題，需要經常使用效益才夠高[來源請求]，低自放电鎳氫電池和車用鋰電池目前價格仍而貴。
- 有電動系統的混合動力車和電動車一樣有電池製造及回收污染的問題，需要進一步降低電池污染及耗能。而且混合動力車還需要製造其他的動力系統，生產和回收所造成的汙染與耗能大多比純引擎車高，必須要在行駛數萬公里以後才會有環保效益。[23]

## 误解
- 油電混合車只是把汽油車和電動車擠在一輛車上，一旦電池電力耗盡就沒電進行電動行駛，必須找充電站充電，在充電站普及前不實用：

油電混合車並非單純的將汽油車和電動車擠在一輛車上，兩套動力系統也被整合成可互相補助。有電動系統的混合動力車可靠數種方法來自行充電，可以靠內建的自發電系統或燃料電池，因此只需要普通的加油站即可解決，也可以在減速時使用動能回收系統將減少的動能轉為電能充電，純引擎行駛的模式也可以用引擎餘力充電，在充電站普及前即可實用化。
- 純電動車才是終極目標，混合動力車只是過渡性產品，投入研發只會浪費資源：

混合動力車因為擁有兩種以上的動力來源，可以依照使用狀況選擇最有效率的動力模式，比起純電動車，混合動力車對某些使用人而言能發揮更好效益並降低更多的耗能。
對於車商來說，所有的車輛都是過渡性產品，而混合動力車輛就算是一個過渡方案，也是不會浪費研發能量，因應混合動力車輛所發展的技術，大多也是燃料電池車及純電動車所需的技術（電動機（馬達）、高品質充電電池、輕量化車體）。而在串聯式混合動力車上就更是內燃發電機直接供電給充電電池及電動機，並無傳動系統，所以只要等待高性能電池出現後把發電機換作高性能電池就馬上變化完整的純電動車；而燃料電池車輛其實也是一種串聯式混合動力車輛，只是把內燃機系統換成燃料電池。
對於消費者來說，混合動力車輛的預期壽命反而比較長，況且在混合車輛的預期壽命內，出現革命性產品（實用化的車用燃料電池、車用高能量密度充電電池）的機率很低；而插電式混合動力車輛在多數狀況下，已經與電動車相近。
- 有電動系統的混合動力車和純電動車一樣需要定期更換電池，而更換電池的費用會比節省下來的燃料費花更多錢：

有電動系統的混合動力車其電池壽命多半很長，因為多了引擎提供動力，因此電池較少，無需停下充電，可以優化充電方法，使電池壽命大幅延長，甚至到車輛停駛報廢為止有可能無更換電池的需要。以Prius為例，其電池電壓為100.8V、容量只有5.7Ah，而壽命保用里數為253000km或十年，銷售至今很少見到因為電池老化而更換的紀錄，就算是有更換電池的車子，大多也已經省下足夠換電池的油錢才需更換，足見其電池壽命相當長。而且所用的電池多是鎳氫電池或鋰離子電池，是可回收再用的電池。因此，混合動力車的電池對環境的影響相當有限，比純電動車少得多。
- 混合動力車售價較高，購買不符合經濟效益：

怠速熄火系統及煞車能源回收系統的成本極低，因此對使用量低的人來說也比沒有這些系統的傳統車輛經濟。
而對於使用率高的人，混合動力車的節能效益可省下大量的燃料費，只要好好保養車輛，長期下來可以回本價差，甚至更多；對於使用里程低的人，可省下的燃料費及保養費並不多，且有電動系統的混合動力車若使用頻率過低、則易導致電池壽命減短，而需要提前花費更換電池。
但是決定整體使用成本（經濟效應）的因素經常是妥善率及維修費用、購車成本則影響較低、燃料成本影響更低。而混合動力系統可以使引擎耗損較低、從而增加經濟效應，對一些使用里程數中等的人來說，混合動力車輛是由保養費而非燃料費來降低總成本。而廠牌是決定妥善率的重要因素，如果購買低妥善率的廠牌的一般汽車，維修成本反而會比高妥善率車廠的混合動力車輛高。
插電式混合動力系統可用外部電源充電，只要使用模式是經常短程使用、而且停車地點多可充電，在大部份地區，由於成本、稅務等因素，電力價格比燃料費低，整體成本會更低；但有一些車種在長途使用下油耗並不好。
與柴油車輛相比，混合動力車也沒那麼貴，這是因為柴油車輛需要較為堅固的引擎、並且必須比汽油車多裝高壓共軌供油系統、柴油碳微粒濾清器、AdBlue等環保裝置，這都提高柴油車的建造成本。
若以臺灣的中價位車市論，若條件是兼顧安全性、妥善率及原廠服務品質不要太差、原廠維修成本不要太高，則會發現只有混合動力車輛與非常少數的車種可以選擇，因此使用量低卻重視安全的消費者，可能會發現混合動力車輛仍可能是最低成本的選擇。
- 混合動力車絕對比汽油車環保：

插電式混合動力車輛的引擎若是牽引發電機而非變速器，在長途行駛極可能反而比較耗油，這是因為以變速器傳輸機械能的效率還是優於轉換成電能再傳輸。
比起台灣五期環保摩托車，混合動力車燃燒燃料之排放並計入製造過程碳排放量，並不比五期環保摩托車環保，反而碳排放量更高。但根據英國的減碳車輛聯合會（Low Carbon Vehicle，LowCVP），即使將製造過程的排碳量計入，混合動力車的總排碳量（包括生產過程中產生的二氧化碳）的確比一般使用內燃機的車低。
- 混合動力車都可以在熄火時開空調：

一些混合動力車（主要是無純電動模式的中輕度混合）的冷氣壓縮機仍然是採用傳統車輛的設計：直接使用皮帶連接引擎，因此在引擎熄火時，壓縮機就無法轉動。例如Honda的IMA系統。

## 應用

### 鐵路運輸

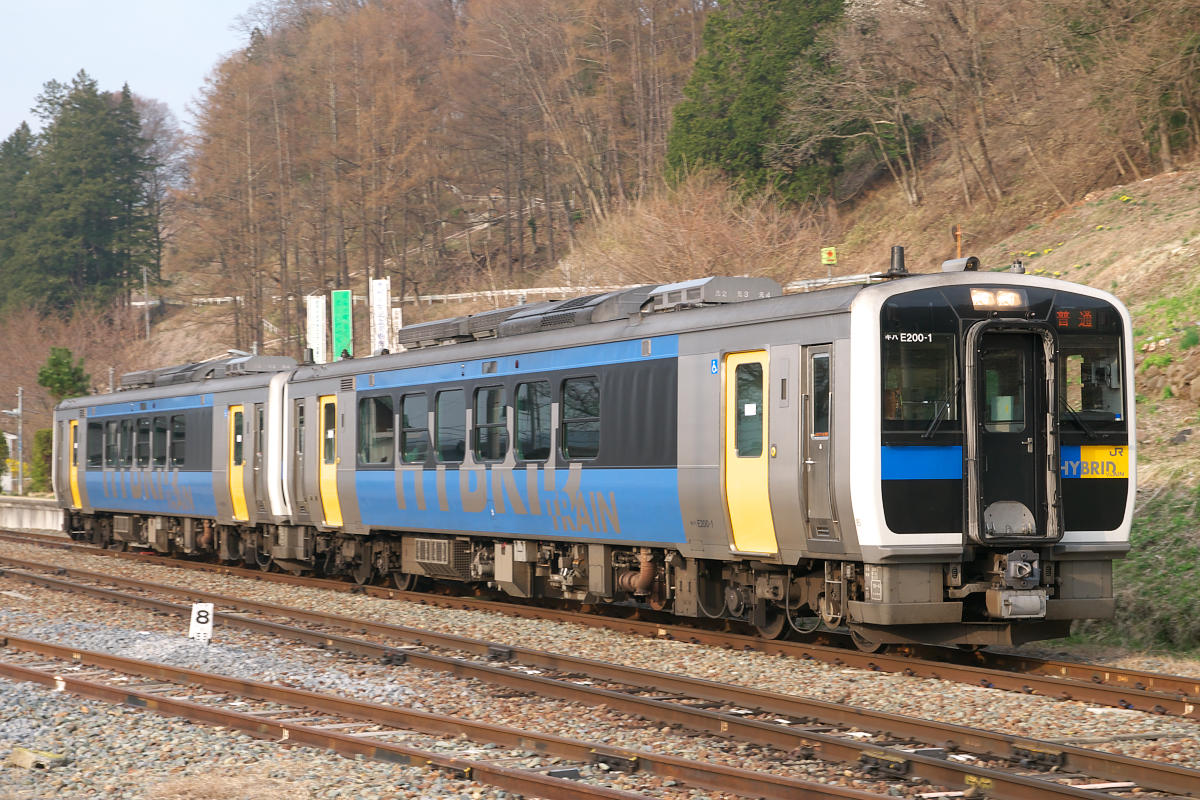
JR東日本旗下採用鋰離子電池的混合動力火車KiHa E200

早在1911年，德國已經開始採用混合動的鐵路車輛，混合動力鐵路車輛是使用可充電儲能裝置輔助牽引系統的鐵路動力車輛。起動時以電動機推動，在車輛加速或上斜時引擎提供牽引裝置額外的動力，減輕主要動力源的負擔，下坡時以電動機發電回收能量至儲能裝置，因此可以達到省油效益，個別系統可以節省30%至40%耗油量。日本、英國、北美及捷克都有使用混合動力鐵路車輛，當中美國有部份設計使用生質燃油配合電池，使碳排放量進一步降低。

### 道路運輸

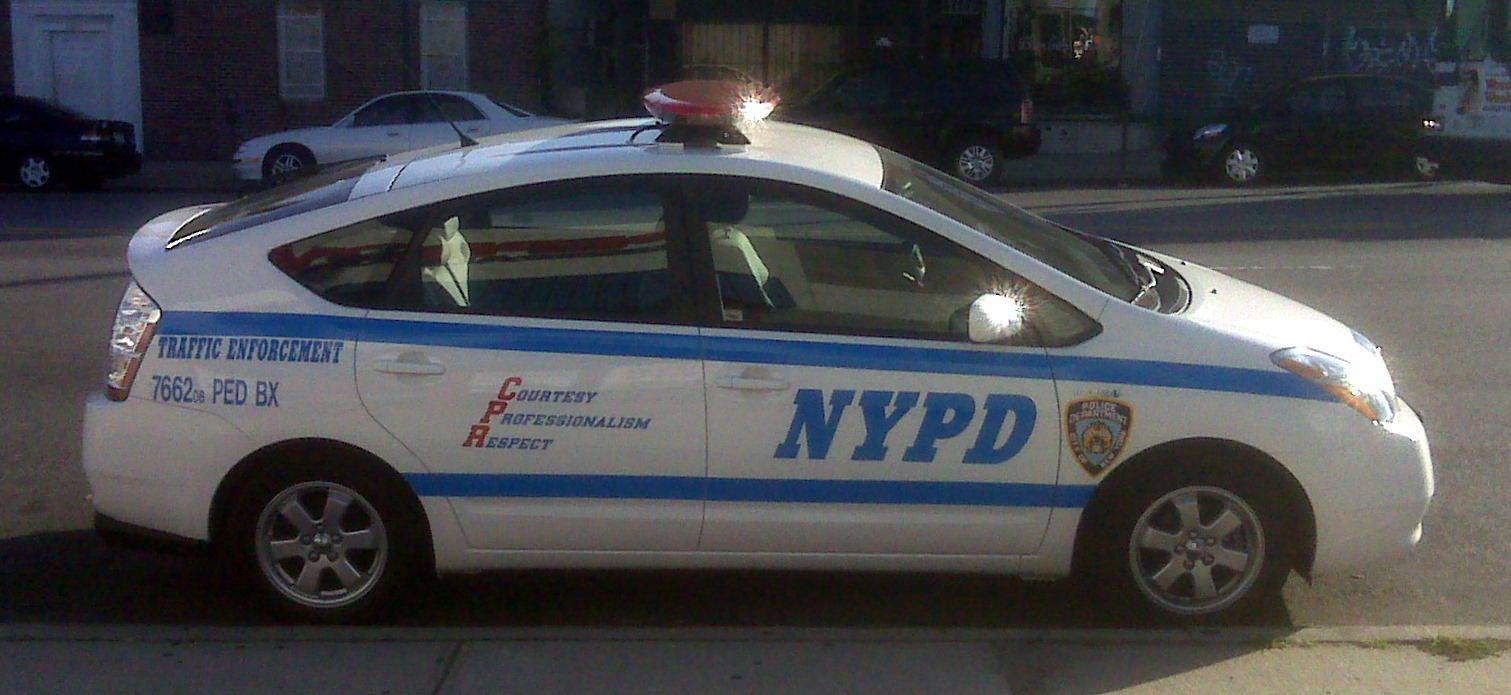
紐約市警察局使用混合動力車作警車

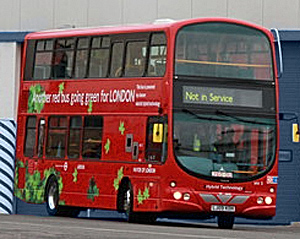
在倫敦投入服務的富豪B5L

早期混合動力車發展集中在貨車及其他重型車輛。隨著技術進步，成本降低，混合動力車近年普及於較小型車輛，如私家車等，混合動力車較省油，減少用油開支也間接降低整體成本，有助普及。由於整體使用成本下降，加上有低碳排放量，乎合大多數政府環保政策的需要，公用車輛道路公共交通工具如巴士等近年也開始採用混合動力車輛；全世界第一架混合動力雙層巴士在2007年2月於倫敦開始投入服務，倫敦現在有106架油電混合動力巴士在行走中。相對全電動巴士，混合動力巴士技術更為成熟，無需增建充電設施，而且在以燃煤發電的地區，其碳排放量比純電動車更低。

### 軍用車輛

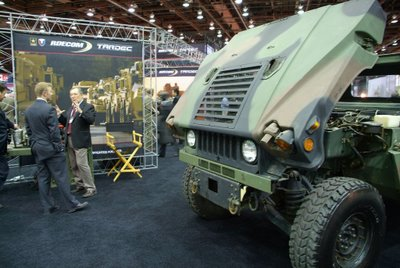
使用串聯柴電混合動力的悍馬車XM1124

混合動力技術投入軍用車輛自第二次世界大战時期便開始了，最早開發出混合動力戰車的是英國，在1939年研製的TOG1重型戰車，由於原型車在競標中輸給了丘吉爾戰車而沒能投產，其後開發的改良型TOG2亦如此。1941年納粹德國斐迪南·保時捷做的虎I戰車試作型之一VK4501(P)亦採用混合動力技術的重型戰車，然而該車僅做為試作型沒有通過測試成功量產，只做出10輛，但其底盤跟驅動系統被沿用到象式重驅逐戰車並生產90輛來。另外此技術也被沿用在超重戰車八號戰車鼠式上，但該車僅完成原型車階段未能量產德國便投降。當時的混合動力戰車全採用的技術是由引擎發電再驅動馬達出力的串聯式混合動力系統，由於缺乏電腦控制技術並沒辦法使用高效率的混聯式系統，而且冷卻跟抗電磁干擾的問題也尚未解決，認真講是種不成熟的技術。
美軍自1985年開始試驗串聯混合動力悍馬四輪驅動越野車XM1124，其優點在於匿蹤性能較佳：全行程達9.7公里的電動狀態下有較低的噪聲及紅外線特徵，較低的耗油量也意味着更遠的行程（這代表後勤需求降低，戰區的運費很貴、風險也很高）。
軍用大型運輸車輛也有使用混合動力設計，美國現役的重型增程機動戰術卡車開發出了柴電混合動力版本，以加掛A3或A4編號做區隔。隨使用情況不同可以省20%至40%的燃料，也降低了紅外線特徵。其為電動機供電的發電機輸出達200kW，有需要時可以為失去電力供應的建築物或設施供電。使用超大容量電容取代電池作儲電裝置，不用更換。
現代戰場上的高科技裝備用電量龐大，混合動力軍用車輛可以滿足其需求；對後勤系統來說，轉換為混合動力軍用車輛很好適應、又可以降低負擔。

### 混合動力自行車

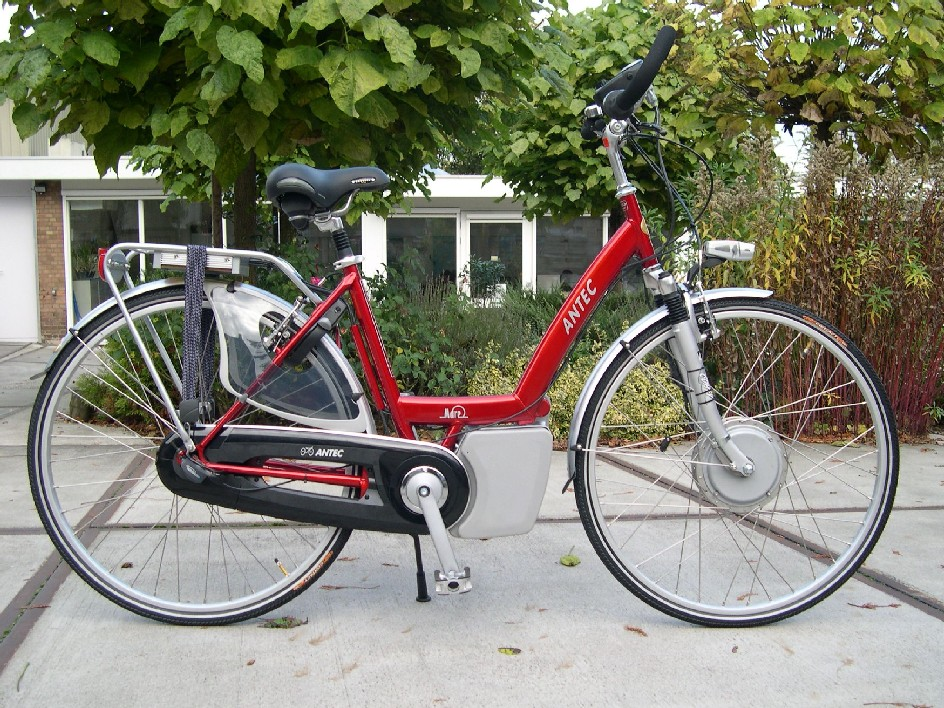
裝上電動機的混合動力自行車

混合動力自行車又稱作摩托化自行車，是在自行車（單車）上加上混合動力的設計，較先進的是使用電動機的設計，能使用再生制動及較寧靜。在較短途的行程中，混合動力自行車比油電混合動力車所耗能源少得多，所需停泊位也較少，卻又比普通自行車省力、舒適。在美國、日本、俄羅斯及英國、德國、西班牙等多個歐洲國家都有法例規管及容許混合動力自行車的使用，但有些地區“沒有允许”有動力自行車行走的法例，其普及性受到限制，例如中国大陆某些城市，在政府禁止摩托车上路行驶的城市区域，燃油混合动力电动自行车视同摩托车，禁止通行。

## 市面上的混合動力車

### 現今或未來販售的車款
| - Acabion - GTBO - Acura - NSX - RLX（未來） - Audi - A6 e-tron（輕度混合） - A6 Hybird（未來） - A8 Hybrid - A8 L Hybrid（未來） - Q5 Hybrid quattro - BMW - ActiveHybrid 3 - ActiveHybrid 5 - ActiveHybrid 7 - ActiveHybrid X6 - BYD - F3DM - 秦 - Cadillac - Escalade Hybrid - Chevrolet - Malibu ECO - Silverado Hybrid - Volt（輕度混合） - Citroen - C4 e-HDi（輕度混合） - DS（未來） - Ferrari - LaFerrari - Fisker - Karma - Karma Sunset | - Ford - C-MAX Hybrid（未來） - Escape Hybrid - Fusion Hybrid - GMC - Sierra Hybrid Crew Cab - Yukon Hybrid - Holden - Volt（輕度混合） - Honda - Accord Hybrid - Civic Hybrid - CR-Z - Fit Hybrid - Fit Shuttle - Freed - Freed Spike - Insight - Jazz Hybrid - Hyundai - Sonata Hybrid - Ioniq - Santa Fe Hybrid - Kona Hybrid - Infiniti - M35h - Q50 Hybrid - QX60 Hybrid - Jaguar - C-X75（量產計畫中止） - Kia - K5/Optima Hybrid - Land Rover - Range Rover hybrid (SDV6) - Lexus - CT 200h - IS 300h - ES 300h - GS 450h - LS 600hL - LS 500h - RC 300h - LC 500h - LM 300h - NX 300h - RX 450h | - Lincoln - MKZ Hybrid - Mazda - Atenza/Mazda6（輕度混合） - CX-5（輕度混合） - McLaren - McLaren P1 - McLaren speedtail - Mitsubishi - Outlander Plug-in Hybrid - Mercedes-Benz - S400 Hybrid L - E300 Hybrid Bluetec - C350e - E350e - GLC350e - GLE500e - S500e - Nissan - Altima Hybrid - Cima Hybrid - Fuga Hybrid - Serena S-Hybrid - Skyline Sedan Hybrid - Opel - Ampera - Peugeot - 308 e-HDi（輕度混合） - 3008 HYbrid4 - 3008 e-HDi（輕度混合） - 508 RXH - 508 e-HDi（輕度混合） - Piaggio - Porter - Porsche - 918 spyder - Cayenne S Hybrid - Panamera S Hybrid - Smart - Fortwo mhd（輕度混合） | - Toyota - Alphard Hybrid - Aqua/Prius c - Auris HSD - Camry Hybrid/新凱美瑞尊瑞HEV - Corolla Hybird - Crown Hybird - Harrier Hybrid - Highlander Hybrid - Prius/普銳斯 - Prius Plug-in Hybrid - Prius α/Prius v/Prius + - RAV4 Hybrid - Yaris Hybrid（未來） - Volkswagen - Touareg Hybrid - Jetta Hybrid（未來） - Golf GTE - e-Golf - Volvo - V60 Plug-in Hybrid - S60L Plug-in Hybrid |

### 已停產的車款
| - Dodge - Ram Diesel Hybrid Electric Vehicle HEV - Lexus - HS 250h - Mazda - Tribute Hybrid-Electric Vehicle | - Mercedes-Benz - ML450 Hybrid - Mercury - Milan Hybrid - Mariner Hybrid - Toyota - Estima Hybrid - Kluger Hybrid - SAI |

## 外部連結
- www.jymchina.com （页面存档备份，存于）
- 刊登在科學雜誌"自然"一編有關純電動車及混合動力車碳排放電的分析的文章"How Green Is My Plugin? （页面存档备份，存于）"
- 英國減碳車輛聯合會網站Low Carbon Vehicle partnership LowCVP （页面存档备份，存于）
- 軍用混合動力運輸車Oshkosh Hybrid Truck （页面存档备份，存于）資料
- Toyota Hybrid-EV綠能車徹底研究－U-CAR徹底研究 （页面存档备份，存于）